# La fuga di Logan (romanzo)
La fuga di Logan (Logan's Run) è un romanzo di fantascienza distopica del 1967 scritto da William Francis Nolan e George Clayton Johnson.

## Trama
Nel 2116 la sovrappopolazione del pianeta ha reso necessario un intervento legislativo che ha fatto sì che ogni individuo abbia una vita massima prestabilita di 21 anni. Ogni individuo nell'ultimo giorno di vita precedente il suo ventunesimo compleanno è portato nel luogo in cui viene ucciso in una cerimonia. Il controllo dell'età è garantito da cristalli colorati impressi nel palmo della mano destra di ognuno. Il colore del cristallo varia a seconda dell'età della persona che lo porta e diventa nero nell'ultimo giorno. Molti non condividono questa politica e cercano di scappare, ma esiste un corpo apposito per catturarli ed eliminarli con una speciale pistola.
Logan 3 è uno di questi agenti, ma nutre una crescente simpatia per i fuggitivi e al suo Ultimo giorno scappa in alcuni vecchi tunnel della metropolitana abbandonata in cerca delle comunità di fuggitivi per unirsi a loro.

## Colori dei cristalli
| Colore     | Età                                    |
| ---------- | -------------------------------------- |
| Giallo     | Nascita fino a 7 anni                  |
| Blu        | Da 7 fino a 14 anni                    |
| Rosso      | Da 14 fino all'Ultimo giorno (21 anni) |
| Rosso/nero | Ultimo giorno (21 anni)                |
| Nero       | Fine dell'Ultimo giorno (Morte)        |

## Opere derivate

### Cinema
- Dal romanzo è stato tratto un film La fuga di Logan, diretto da Michael Anderson.

### Fumetti
Con il titolo Logan's Run sono state realizzate anche due serie di fumetti:
- La prima prodotta dalla Marvel Comics nella stagione 1976-1977 con 7 numeri, stampata anche in Inghilterra e tradotta in spagnolo e italiano, edita dell'Editoriale Corno.
- La seconda nella metà degli anni ottanta, per opera di Nolan con la Malibu Graphics.

### Televisione
- La fuga di Logan (Logan's Run, 1977-1978), serie televisiva

## Influenza nella cultura di massa
- Il film L'uomo che fuggì dal futuro (Thx 1138) con Robert Duvall, 1971, diretto da George Lucas, possiede una trama simile alla Fuga di Logan. L'umanità del XXV secolo si è rifugiata in agglomerati urbani sotterranei, strettamente controllati dalle macchine e organizzati per diventare "perfetti", pretesto per condizionare menti ormai soggiogate da una politica che non è più politica, e una religione che funge da sfogo per gli adepti drogati.
- Anche il film Zardoz del 1974 diretto da John Boorman con Sean Connery, ha una trama simile. Sulla Terra postapocalittica dell'anno 2293 gli "immortali", casta che raggruppa l'élite dei ricchi, potenti e più intelligenti dell'epoca storica precedente, grazie ad un progresso scientifico straordinario e scoperte tecnologiche rivoluzionarie, vivono eternamente in una comunità, la Vortex.